# Luneta de San Antonio
La Luneta de San Antonio es una luneta, fortificación de la ciudad española de Melilla, situado en la Avenida Cándido Lobera en el Cuarto Recinto Fortificado de Melilla La Vieja, que forma parte del Conjunto Histórico Artístico de la Ciudad de Melilla, forma parte del Conjunto Histórico Artístico de la Ciudad de Melilla, un Bien de Interés Cultural.

## Historia
Fue construida en 1736 para proteger el ángulo del Fuerte de Victoria Grande y reedificado en 1752.
El 22 de septiembre de 2015 finalizó su rehabilitación

## Descripción
Está construido en piedra de la zona y ladrillo macizo, y tiene planta triangular, en la actualidad sólo se conserva la planta baja, en la que se enuctra una escalera que sirve de acceso a las Minas del Cuarto  Recinto Fortificado, siendo difícil la reconstrucción de la alta al haberse construido en su suelo una curiosa garita